# Morne Prosper
Morne Prosper este un sat din Dominica, locația celui mai grav accident de circulație din istoria acestei țări.